# Campeonato FIBA Américas Sub-18 de 2018
El Campeonato FIBA Américas Sub-18 de 2018 fue la XI edición del torneo de baloncesto organizado por FIBA Américas para selecciones menores de 18 años. Se realizó en la ciudad de St. Catharines, Ontario (Canadá), del 10 al 16 de junio de 2018 y entregó cuatro plazas al mundial de baloncesto sub-19 2019.

## Equipos participantes
Confirmados los equipos y los planteles del FIBA Américas Sub-18.
América del Norte
- Canadá (anfitrión)
- Estados Unidos

América Central y Caribe
Clasificaron los mejores equipos del Centrobasket Sub-17 2017:
- Panamá
- Puerto Rico
- República Dominicana

América del Sur
Clasificaron los mejores equipos del Campeonato Sudamericano Sub-17 2017:
- Argentina
- Chile
- Ecuador

## Resultados

### Primera fase
La ceremonia del sorteo se celebró el 20 de marzo en San Juan (Puerto Rico).

#### Grupo A
|   | Equipo               | Pts | J | G | P | PF  | PC  | Dif  |
| - | -------------------- | --- | - | - | - | --- | --- | ---- |
| 1 | Estados Unidos       | 6   | 3 | 3 | 0 | 338 | 170 | +168 |
| 2 | Puerto Rico          | 5   | 3 | 2 | 1 | 263 | 260 | +3   |
| 3 | República Dominicana | 4   | 3 | 1 | 2 | 257 | 267 | -10  |
| 4 | Panamá               | 3   | 3 | 0 | 3 | 131 | 292 | -161 |

| 10 de junio, 18:00                    | República Dominicana                  | 73 - 105                              | Estados Unidos |  |
| Reporte                               |                                       |                                       | |  |
| Parciales: 14-21, 20-22, 20-28, 19-34 | Parciales: 14-21, 20-22, 20-28, 19-34 | Parciales: 14-21, 20-22, 20-28, 19-34 | Meridian Centre, St. Catharines Árbitro(s): Sebastián Negron (CHI), Christian Wilmore (BAH), Nathaniel Saunders (CAN) |  |
| Alanzo Frink 16 puntos                | Pts                                   | Cole Anthony 18 puntos                | Meridian Centre, St. Catharines Árbitro(s): Sebastián Negron (CHI), Christian Wilmore (BAH), Nathaniel Saunders (CAN) |  |
| Joel Soriano 9 rebotes                | Rebs                                  | Matthew Hurt 9 rebotes                | Meridian Centre, St. Catharines Árbitro(s): Sebastián Negron (CHI), Christian Wilmore (BAH), Nathaniel Saunders (CAN) |  |
| Steven Verplancken 5 asistencias      | Asists                                | Quamdeen Dosunmu 4 asistencias        | Meridian Centre, St. Catharines Árbitro(s): Sebastián Negron (CHI), Christian Wilmore (BAH), Nathaniel Saunders (CAN) |  |

| 10 de junio, 20:15                  | Panamá                              | 51 - 84                                          | Puerto Rico |  |
| Reporte                             |                                     |                                                  | |  |
| Parciales: 17-20, 19-14, 7-27, 8-23 | Parciales: 17-20, 19-14, 7-27, 8-23 | Parciales: 17-20, 19-14, 7-27, 8-23              | Meridian Centre, St. Catharines Árbitro(s): Maripier Malo (CAN), Krishna Domínguez (MEX), Carlos Peralta (ECU) |  |
| Oscar Zephyrine 13 puntos           | Pts                                 | Victor Rosa 12 puntos                            | Meridian Centre, St. Catharines Árbitro(s): Maripier Malo (CAN), Krishna Domínguez (MEX), Carlos Peralta (ECU) |  |
| Jesús Lombardo 7 rebotes            | Rebs                                | Isaiah Palermo y Alejandro Vásquez 7 rebotes     | Meridian Centre, St. Catharines Árbitro(s): Maripier Malo (CAN), Krishna Domínguez (MEX), Carlos Peralta (ECU) |  |
| Jonathan Andrade 8 asistencias      | Asists                              | Isaiah Palermo y Giovanni Santiago 4 asistencias | Meridian Centre, St. Catharines Árbitro(s): Maripier Malo (CAN), Krishna Domínguez (MEX), Carlos Peralta (ECU) |  |

| 11 de junio, 14:15                     | Puerto Rico                           | 108 - 94                              | República Dominicana                                                                                           |  |
| Reporte                                |                                       |                                       | |  |
| Parciales: 26-19, 27-21, 23-21, 32-33  | Parciales: 26-19, 27-21, 23-21, 32-33 | Parciales: 26-19, 27-21, 23-21, 32-33 | Meridian Centre, St. Catharines Árbitro(s): Nathaniel Saunders (CAN), Omar Bermúdez (MEX), Fabiano Huber (BRA) |  |
| George Conditt y Victor Rosa 18 puntos | Pts                                   | Lester Quiñones 31 puntos             | Meridian Centre, St. Catharines Árbitro(s): Nathaniel Saunders (CAN), Omar Bermúdez (MEX), Fabiano Huber (BRA) |  |
| George Conditt 13 rebotes              | Rebs                                  | David Jones 8 rebotes                 | Meridian Centre, St. Catharines Árbitro(s): Nathaniel Saunders (CAN), Omar Bermúdez (MEX), Fabiano Huber (BRA) |  |
| Giovanni Santiago 10 asistencias       | Asists                                | David Jones 5 asistencias             | Meridian Centre, St. Catharines Árbitro(s): Nathaniel Saunders (CAN), Omar Bermúdez (MEX), Fabiano Huber (BRA) |  |

| 11 de junio, 20:15                | Estados Unidos                    | 118 - 26                                         | Panamá |  |
| Reporte                           |                                   |                                                  | |  |
| Parciales: 43-0, 27-8, 29-9, 19-9 | Parciales: 43-0, 27-8, 29-9, 19-9 | Parciales: 43-0, 27-8, 29-9, 19-9                | Meridian Centre, St. Catharines Árbitro(s): Maripier Malo (CAN), Sebastián Negron (CHI), Carlos Peralta (ECU) |  |
| Armando Bacot 17 puntos           | Pts                               | Fermín Borbua 9 puntos                           | Meridian Centre, St. Catharines Árbitro(s): Maripier Malo (CAN), Sebastián Negron (CHI), Carlos Peralta (ECU) |  |
| Jeremiah Robinson 13 rebotes      | Rebs                              | Jesús Lombardo 8 rebotes                         | Meridian Centre, St. Catharines Árbitro(s): Maripier Malo (CAN), Sebastián Negron (CHI), Carlos Peralta (ECU) |  |
| Alec White 7 asistencias          | Asists                            | Jesús Antonio Sanjur y Adrian Roux 2 asistencias | Meridian Centre, St. Catharines Árbitro(s): Maripier Malo (CAN), Sebastián Negron (CHI), Carlos Peralta (ECU) |  |

| 12 de junio, 14:15                    | República Dominicana                  | 90 - 54                               | Panamá |  |
| Reporte                               |                                       |                                       | |  |
| Parciales: 23-10, 26-12, 22-17, 19-15 | Parciales: 23-10, 26-12, 22-17, 19-15 | Parciales: 23-10, 26-12, 22-17, 19-15 | Meridian Centre, St. Catharines Árbitro(s): Maripier Malo (CAN), Sebastián Negron (CHI), Carlos Peralta (ECU) |  |
| Antonio Bonilla Jr 17 puntos          | Pts                                   | Edward López 13 puntos                | Meridian Centre, St. Catharines Árbitro(s): Maripier Malo (CAN), Sebastián Negron (CHI), Carlos Peralta (ECU) |  |
| Elian Torres 11 rebotes               | Rebs                                  | Edward López 8 rebotes                | Meridian Centre, St. Catharines Árbitro(s): Maripier Malo (CAN), Sebastián Negron (CHI), Carlos Peralta (ECU) |  |
| Matthew Herasme 4 asistencias         | Asists                                | Jonathan Andrade 4 asistencias        | Meridian Centre, St. Catharines Árbitro(s): Maripier Malo (CAN), Sebastián Negron (CHI), Carlos Peralta (ECU) |  |

| 12 de junio, 18:00                    | Puerto Rico                           | 71 - 115                               | Estados Unidos                                                                                                 |  |
| Reporte                               |                                       |                                        | |  |
| Parciales: 18-31, 11-25, 24-22, 18-37 | Parciales: 18-31, 11-25, 24-22, 18-37 | Parciales: 18-31, 11-25, 24-22, 18-37  | Meridian Centre, St. Catharines Árbitro(s): Omar Bermúdez (MEX), Fabiano Huber (BRA), Nathaniel Saunders (CAN) |  |
| Giovanni Santiago 17 puntos           | Pts                                   | Quentin Grimes 20 puntos               | Meridian Centre, St. Catharines Árbitro(s): Omar Bermúdez (MEX), Fabiano Huber (BRA), Nathaniel Saunders (CAN) |  |
| Gianfranco Grafals 6 rebotes          | Rebs                                  | Jeremiah Robinson 10 rebotes           | Meridian Centre, St. Catharines Árbitro(s): Omar Bermúdez (MEX), Fabiano Huber (BRA), Nathaniel Saunders (CAN) |  |
| Alejandro Vásquez 4 asistencias       | Asists                                | Anthony, James y Dosunmu 5 asistencias | Meridian Centre, St. Catharines Árbitro(s): Omar Bermúdez (MEX), Fabiano Huber (BRA), Nathaniel Saunders (CAN) |  |

#### Grupo B
|   | Equipo    | Pts | J | G | P | PF  | PC  | Dif |
| - | --------- | --- | - | - | - | --- | --- | --- |
| 1 | Canadá    | 6   | 3 | 3 | 0 | 304 | 210 | +94 |
| 2 | Argentina | 5   | 3 | 2 | 1 | 233 | 219 | +14 |
| 3 | Chile     | 4   | 3 | 1 | 2 | 200 | 235 | -35 |
| 4 | Ecuador   | 3   | 3 | 0 | 3 | 198 | 271 | -73 |

| 10 de junio, 12:00                   | Chile                                | 74 - 62                              | Ecuador |  |
| Reporte                              |                                      |                                      | |  |
| Parciales: 18-23, 16-18, 20-9, 20-12 | Parciales: 18-23, 16-18, 20-9, 20-12 | Parciales: 18-23, 16-18, 20-9, 20-12 | Meridian Centre, St. Catharines Árbitro(s): Natalia Cuello (DOM), Julio Anaya (PAN), Grant Alexander Todey (USA) |  |
| Maxwell Lorca 20 puntos              | Pts                                  | Michael Moncayo 27 puntos            | Meridian Centre, St. Catharines Árbitro(s): Natalia Cuello (DOM), Julio Anaya (PAN), Grant Alexander Todey (USA) |  |
| Maxwell Lorca 15 rebotes             | Rebs                                 | Aaron Capurro 9 rebotes              | Meridian Centre, St. Catharines Árbitro(s): Natalia Cuello (DOM), Julio Anaya (PAN), Grant Alexander Todey (USA) |  |
| Ignacio Arroyo 8 asistencias         | Asists                               | Kenning Rivera 2 asistencias         | Meridian Centre, St. Catharines Árbitro(s): Natalia Cuello (DOM), Julio Anaya (PAN), Grant Alexander Todey (USA) |  |

| 10 de junio, 14:15                          | Argentina                             | 75 - 92                               | Canadá |  |
| Reporte                                     |                                       |                                       | |  |
| Parciales: 24-26, 11-26, 25-19, 15-21       | Parciales: 24-26, 11-26, 25-19, 15-21 | Parciales: 24-26, 11-26, 25-19, 15-21 | Meridian Centre, St. Catharines Árbitro(s): Omar Bermúdez (MEX), Fabiano Huber (BRA), Alexis Mercado (PUR) |  |
| Juan Ignacio Marcos 23 puntos               | Pts                                   | Andrew Nembhard 28 puntos             | Meridian Centre, St. Catharines Árbitro(s): Omar Bermúdez (MEX), Fabiano Huber (BRA), Alexis Mercado (PUR) |  |
| Fausto Ruesga y Francisco Caffaro 7 rebotes | Rebs                                  | Tyrese Samuel 10 rebotes              | Meridian Centre, St. Catharines Árbitro(s): Omar Bermúdez (MEX), Fabiano Huber (BRA), Alexis Mercado (PUR) |  |
| Francisco Farabello 7 asistencias           | Asists                                | Andrew Nembhard 6 asistencias         | Meridian Centre, St. Catharines Árbitro(s): Omar Bermúdez (MEX), Fabiano Huber (BRA), Alexis Mercado (PUR) |  |

| 11 de junio, 12:30                        | Canadá                                | 115 - 75                                      | Ecuador |  |
| Reporte                                   |                                       |                                               | |  |
| Parciales: 37-19, 24-18, 36-18, 18-20     | Parciales: 37-19, 24-18, 36-18, 18-20 | Parciales: 37-19, 24-18, 36-18, 18-20         | Meridian Centre, St. Catharines Árbitro(s): Christian Wilmore (BAH), Alexis Mercado (PUR), Grant Alexander Todey (USA) |  |
| A.J. Lawson y Addison Patterson 20 puntos | Pts                                   | Edward Sánchez 26 puntos                      | Meridian Centre, St. Catharines Árbitro(s): Christian Wilmore (BAH), Alexis Mercado (PUR), Grant Alexander Todey (USA) |  |
| Panzo, Brown y Miller 8 rebotes           | Rebs                                  | Kenning Rivera 6 rebotes                      | Meridian Centre, St. Catharines Árbitro(s): Christian Wilmore (BAH), Alexis Mercado (PUR), Grant Alexander Todey (USA) |  |
| Andrew Nembhard 9 asistencias             | Asists                                | Edward Sánchez y Kenning Rivera 4 asistencias | Meridian Centre, St. Catharines Árbitro(s): Christian Wilmore (BAH), Alexis Mercado (PUR), Grant Alexander Todey (USA) |  |

| 11 de junio, 18:00                    | Argentina                             | 76 - 66                               | Chile |  |
| Reporte                               |                                       |                                       | |  |
| Parciales: 18-11, 15-27, 20-16, 23-12 | Parciales: 18-11, 15-27, 20-16, 23-12 | Parciales: 18-11, 15-27, 20-16, 23-12 | Meridian Centre, St. Catharines Árbitro(s): Krishna Domínguez (MEX), Natalia Cuello (DOM), Julio Anaya (PAN) |  |
| Marco Giordano 24 puntos              | Pts                                   | Maxwell Lorca 17 puntos               | Meridian Centre, St. Catharines Árbitro(s): Krishna Domínguez (MEX), Natalia Cuello (DOM), Julio Anaya (PAN) |  |
| Francisco Caffaro 15 rebotes          | Rebs                                  | Maxwell Lorca 11 rebotes              | Meridian Centre, St. Catharines Árbitro(s): Krishna Domínguez (MEX), Natalia Cuello (DOM), Julio Anaya (PAN) |  |
| Francisco Farabello 8 asistencias     | Asists                                | Ignacio Arroyo 8 asistencias          | Meridian Centre, St. Catharines Árbitro(s): Krishna Domínguez (MEX), Natalia Cuello (DOM), Julio Anaya (PAN) |  |

| 12 de junio, 12:00                    | Ecuador                               | 61 - 82                                                 | Argentina |  |
| Reporte                               |                                       |                                                         | |  |
| Parciales: 19-13, 15-21, 12-29, 15-19 | Parciales: 19-13, 15-21, 12-29, 15-19 | Parciales: 19-13, 15-21, 12-29, 15-19                   | Meridian Centre, St. Catharines Árbitro(s): Natalia Cuello (DOM), Alexis Mercado (PUR), Grant Alexander Todey (USA) |  |
| Michael Moncayo 16 puntos             | Pts                                   | Juan De La Fuente 17 puntos                             | Meridian Centre, St. Catharines Árbitro(s): Natalia Cuello (DOM), Alexis Mercado (PUR), Grant Alexander Todey (USA) |  |
| Aaron Capurro 12 rebotes              | Rebs                                  | Juan Hierrezuelo y Francisco Caffaro 8 rebotes          | Meridian Centre, St. Catharines Árbitro(s): Natalia Cuello (DOM), Alexis Mercado (PUR), Grant Alexander Todey (USA) |  |
| Kenning Rivera 6 asistencias          | Asists                                | Francisco Farabello y Juan Ignacio Marcos 5 asistencias | Meridian Centre, St. Catharines Árbitro(s): Natalia Cuello (DOM), Alexis Mercado (PUR), Grant Alexander Todey (USA) |  |

| 12 de junio, 20:15                         | Chile                                 | 60 - 97                               | Canadá |  |
| Reporte                                    |                                       |                                       | |  |
| Parciales: 20-28, 13-22, 11-24, 16-23      | Parciales: 20-28, 13-22, 11-24, 16-23 | Parciales: 20-28, 13-22, 11-24, 16-23 | Meridian Centre, St. Catharines Árbitro(s): Christian Wilmore (BAH), Julio Anaya (PAN), Krishna Domínguez (MEX) |  |
| Maxwell Lorca 11 puntos                    | Pts                                   | Andrew Nembhard 19 puntos             | Meridian Centre, St. Catharines Árbitro(s): Christian Wilmore (BAH), Julio Anaya (PAN), Krishna Domínguez (MEX) |  |
| Maxwell Lorca 8 rebotes                    | Rebs                                  | Jaden Bediako 12 rebotes              | Meridian Centre, St. Catharines Árbitro(s): Christian Wilmore (BAH), Julio Anaya (PAN), Krishna Domínguez (MEX) |  |
| Ignacio Arroyo y Kevin Rubio 6 asistencias | Asists                                | Andrew Nembhard 7 asistencias         | Meridian Centre, St. Catharines Árbitro(s): Christian Wilmore (BAH), Julio Anaya (PAN), Krishna Domínguez (MEX) |  |

### Fase final
|  | Quinto puesto        | Quinto puesto  |             |         | Semifinales 5º-8º    | Semifinales 5º-8º |                |             | Cuartos de final | Cuartos de final |             |                | Semifinales   | Semifinales   |  |  | Final       | Final       |
|  |                      |                |             |         |                      |                   |                |             |                  |                  |             |                |               |               |  |  |             |             |
|  |                      |                |             |         |                      |                   |                |             | 14 de junio      |                  |             |                |               |               |  |  |             |             |
|  |                      |                |             |         |                      |                   |                |             |                  |                  |             |                |               |               |  |  |             |             |
|  | 16 de junio          | 16 de junio    |             |         | 15 de junio          | 15 de junio       |                |             | Estados Unidos   | 132              |             |                | 15 de junio   | 15 de junio   |  |  | 16 de junio | 16 de junio |
|  | 16 de junio          | 16 de junio    |             |         | 15 de junio          | 15 de junio       |                |             | Estados Unidos   | 132              |             |                | 15 de junio   | 15 de junio   |  |  | 16 de junio | 16 de junio |
|  | 16 de junio          | 16 de junio    |             |         | 15 de junio          | 15 de junio       | Ecuador        | 55          |                  |                  |             |                | 15 de junio   | 15 de junio   |  |  | 16 de junio | 16 de junio |
|  | 16 de junio          | 16 de junio    |             | Ecuador | 70                   |                   | Ecuador        | 55          |                  |                  |             | Estados Unidos | 104           |               |  |  | 16 de junio | 16 de junio |
|  | 16 de junio          | 16 de junio    | 14 de junio | Ecuador | 70                   |                   |                |             |                  |                  |             | Estados Unidos | 104           |               |  |  | 16 de junio | 16 de junio |
|  | 16 de junio          | 16 de junio    |             |         | República Dominicana | 102               |                |             | Argentina        | 92               |             |                |               |               |  |  | 16 de junio | 16 de junio |
|  | 16 de junio          | 16 de junio    | Argentina   | 87      | República Dominicana | 102               |                |             | Argentina        | 92               |             |                |               |               |  |  | 16 de junio | 16 de junio |
|  | 16 de junio          | 16 de junio    | Argentina   | 87      |                      |                   |                |             |                  |                  |             |                |               |               |  |  | 16 de junio | 16 de junio |
|  | 16 de junio          | 16 de junio    |             |         | República Dominicana | 70                |                |             |                  |                  |             |                |               |               |  |  | 16 de junio | 16 de junio |
|  | República Dominicana | 63             |             |         | República Dominicana | 70                | Estados Unidos | 113         |                  |                  |             |                |               |               |  |  |             |             |
|  | República Dominicana | 63             | 14 de junio |         |                      |                   | Estados Unidos | 113         |                  |                  |             |                |               |               |  |  |             |             |
|  | Chile                | 69             |             |         | Canadá               | 74                |                |             |                  |                  |             |                |               |               |  |  |             |             |
|  | Chile                | 69             | Puerto Rico | 68      | Canadá               | 74                |                |             |                  |                  |             |                |               |               |  |  |             |             |
|  |                      |                | Puerto Rico | 68      | 15 de junio          | 15 de junio       | 15 de junio    | 15 de junio |                  |                  |             |                |               |               |  |  |             |             |
|  |                      |                | Chile       | 65      | 15 de junio          | 15 de junio       | 15 de junio    | 15 de junio |                  |                  |             |                |               |               |  |  |             |             |
|  | Séptimo puesto       | Séptimo puesto | Chile       | 65      | Chile                | 67                |                |             |                  |                  | Puerto Rico | 89             | Tercer puesto | Tercer puesto |  |  |             |             |
|  | Séptimo puesto       | Séptimo puesto | 14 de junio |         | Chile                | 67                |                |             |                  |                  | Puerto Rico | 89             | Tercer puesto | Tercer puesto |  |  |             |             |
|  | 16 de junio          | 16 de junio    |             |         | Panamá               | 61                |                |             | Canadá           | 95               |             |                | 16 de junio   | 16 de junio   |  |  |             |             |
|  | Ecuador              | 51             | Canadá      | 105     | Panamá               | 61                | Argentina      | 87          | Canadá           | 95               |             |                |               |               |  |  |             |             |
|  | Ecuador              | 51             | Canadá      | 105     |                      |                   | Argentina      | 87          |                  |                  |             |                |               |               |  |  |             |             |
|  | Panamá               | 66             |             |         | Panamá               | 39                |                |             | Puerto Rico      | 79               |             |                |               |               |  |  |             |             |

##### Cuartos de final
| 14 de junio, 12:00                           | República Dominicana                  | 70 - 87                               | Argentina |  |
| Reporte                                      |                                       |                                       | |  |
| Parciales: 14-31, 21-17, 18-20, 17-19        | Parciales: 14-31, 21-17, 18-20, 17-19 | Parciales: 14-31, 21-17, 18-20, 17-19 | Meridian Centre, St. Catharines Árbitro(s): Omar Bermúdez (MEX), Nathaniel Saunders (CAN), Sebastián Negron (CHI) |  |
| Alanzo Frink 27 puntos                       | Pts                                   | Marco Giordano 35 puntos              | Meridian Centre, St. Catharines Árbitro(s): Omar Bermúdez (MEX), Nathaniel Saunders (CAN), Sebastián Negron (CHI) |  |
| Alanzo Frink 7 rebotes                       | Rebs                                  | Francisco Caffaro 8 rebotes           | Meridian Centre, St. Catharines Árbitro(s): Omar Bermúdez (MEX), Nathaniel Saunders (CAN), Sebastián Negron (CHI) |  |
| Carela, Quiñones y Verplancken 2 asistencias | Asists                                | Juan Ignacio Marcos 6 asistencias     | Meridian Centre, St. Catharines Árbitro(s): Omar Bermúdez (MEX), Nathaniel Saunders (CAN), Sebastián Negron (CHI) |  |

| 14 de junio, 14:15                            | Puerto Rico                           | 68 - 65                               | Chile |  |
| Reporte                                       |                                       |                                       | |  |
| Parciales: 18-16, 12-24, 21-10, 17-15         | Parciales: 18-16, 12-24, 21-10, 17-15 | Parciales: 18-16, 12-24, 21-10, 17-15 | Meridian Centre, St. Catharines Árbitro(s): Krishna Domínguez (MEX), Fabiano Huber (BRA), Carlos Peralta (ECU) |  |
| Alejandro Vásquez 23 puntos                   | Pts                                   | Ignacio Arroyo 18 puntos              | Meridian Centre, St. Catharines Árbitro(s): Krishna Domínguez (MEX), Fabiano Huber (BRA), Carlos Peralta (ECU) |  |
| Jorge Torres 10 rebotes                       | Rebs                                  | Maxwell Lorca 11 rebotes              | Meridian Centre, St. Catharines Árbitro(s): Krishna Domínguez (MEX), Fabiano Huber (BRA), Carlos Peralta (ECU) |  |
| Giovanni Santiago y José Placer 5 asistencias | Asists                                | Ignacio Arroyo 8 asistencias          | Meridian Centre, St. Catharines Árbitro(s): Krishna Domínguez (MEX), Fabiano Huber (BRA), Carlos Peralta (ECU) |  |

| 14 de junio, 18:00                             | Estados Unidos                        | 132 - 55                                 | Ecuador                                                                                                  |  |
| Reporte                                        |                                       |                                          | |  |
| Parciales: 35-13, 30-12, 36-18, 31-12          | Parciales: 35-13, 30-12, 36-18, 31-12 | Parciales: 35-13, 30-12, 36-18, 31-12    | Meridian Centre, St. Catharines Árbitro(s): Maripier Malo (CAN), Julio Anaya (PAN), Alexis Mercado (PUR) |  |
| Trayce Davis 20 puntos                         | Pts                                   | Brandon Valles y Aaron Capurro 19 puntos | Meridian Centre, St. Catharines Árbitro(s): Maripier Malo (CAN), Julio Anaya (PAN), Alexis Mercado (PUR) |  |
| Trayce Davis 11 rebotes                        | Rebs                                  | Quiroga, Mi. Moncayo y Capurro 4 rebotes | Meridian Centre, St. Catharines Árbitro(s): Maripier Malo (CAN), Julio Anaya (PAN), Alexis Mercado (PUR) |  |
| Cole Anthony y Jeremiah Robinson 6 asistencias | Asists                                | Mateo Moncayo 3 asistencias              | Meridian Centre, St. Catharines Árbitro(s): Maripier Malo (CAN), Julio Anaya (PAN), Alexis Mercado (PUR) |  |

| 14 de junio, 20:00                  | Panamá                              | 39 - 105                            | Canadá                                                                                           |  |
| Reporte                             |                                     |                                     |                                                                                                  |  |
| Parciales: 7-22, 9-34, 13-20, 10-29 | Parciales: 7-22, 9-34, 13-20, 10-29 | Parciales: 7-22, 9-34, 13-20, 10-29 | Meridian Centre, St. Catharines Árbitro(s): Christian Wilmore (BAH), Grant Alexander Todey (USA) |  |
| John Gunn 15 puntos                 | Pts                                 | Addison Patterson 26 puntos         | Meridian Centre, St. Catharines Árbitro(s): Christian Wilmore (BAH), Grant Alexander Todey (USA) |  |
| John Gunn 9 rebotes                 | Rebs                                | Jaden Bediako 12 rebotes            | Meridian Centre, St. Catharines Árbitro(s): Christian Wilmore (BAH), Grant Alexander Todey (USA) |  |
| Edward López 3 asistencias          | Asists                              | Andrew Nembhard 6 asistencias       | Meridian Centre, St. Catharines Árbitro(s): Christian Wilmore (BAH), Grant Alexander Todey (USA) |  |

##### 5º al 8º puesto
| 15 de junio, 12:00                            | Ecuador                               | 70 - 102                              | República Dominicana                                                                                              |  |
| Reporte                                       |                                       |                                       | |  |
| Parciales: 20-24, 18-20, 19-27, 13-31         | Parciales: 20-24, 18-20, 19-27, 13-31 | Parciales: 20-24, 18-20, 19-27, 13-31 | Meridian Centre, St. Catharines Árbitro(s): Maripier Malo (CAN), Fabiano Huber (BRA), Grant Alexander Todey (USA) |  |
| Michael Moncayo 25 puntos                     | Pts                                   | Lester Quiñones 20 puntos             | Meridian Centre, St. Catharines Árbitro(s): Maripier Malo (CAN), Fabiano Huber (BRA), Grant Alexander Todey (USA) |  |
| Kenning Rivera 15 rebotes                     | Rebs                                  | Lester Quiñones 15 rebotes            | Meridian Centre, St. Catharines Árbitro(s): Maripier Malo (CAN), Fabiano Huber (BRA), Grant Alexander Todey (USA) |  |
| Brandon Valles y Edward Sánchez 5 asistencias | Asists                                | Lester Quiñones 7 asistencias         | Meridian Centre, St. Catharines Árbitro(s): Maripier Malo (CAN), Fabiano Huber (BRA), Grant Alexander Todey (USA) |  |

| 15 de junio, 14:15                         | Chile                               | 67 - 61                              | Panamá |  |
| Reporte                                    |                                     |                                      | |  |
| Parciales: 7-14, 19-8, 18-21, 23-18        | Parciales: 7-14, 19-8, 18-21, 23-18 | Parciales: 7-14, 19-8, 18-21, 23-18  | Meridian Centre, St. Catharines Árbitro(s): Christian Wilmore (BAH), Nathaniel Saunders (CAN), Alexis Mercado (PUR) |  |
| Sebastián Carrasco y Kevin Rubio 15 puntos | Pts                                 | Edward López 19 puntos               | Meridian Centre, St. Catharines Árbitro(s): Christian Wilmore (BAH), Nathaniel Saunders (CAN), Alexis Mercado (PUR) |  |
| Maxwell Lorca 15 rebotes                   | Rebs                                | Jesús Lombardo y John Gunn 7 rebotes | Meridian Centre, St. Catharines Árbitro(s): Christian Wilmore (BAH), Nathaniel Saunders (CAN), Alexis Mercado (PUR) |  |
| Sebastián Carrasco 8 asistencias           | Asists                              | Jonathan Andrade 6 asistencias       | Meridian Centre, St. Catharines Árbitro(s): Christian Wilmore (BAH), Nathaniel Saunders (CAN), Alexis Mercado (PUR) |  |

##### Semifinales
| 15 de junio, 18:00                      | Estados Unidos                        | 104 - 92                              | Argentina |  |
| Reporte                                 |                                       |                                       | |  |
| Parciales: 24-18, 30-21, 17-20, 33-33   | Parciales: 24-18, 30-21, 17-20, 33-33 | Parciales: 24-18, 30-21, 17-20, 33-33 | Meridian Centre, St. Catharines Árbitro(s): Natalia Cuello (DOM), Krishna Domínguez (MEX), Carlos Peralta (ECU) |  |
| Quentin Grimes 26 puntos                | Pts                                   | Francisco Caffaro 22 puntos           | Meridian Centre, St. Catharines Árbitro(s): Natalia Cuello (DOM), Krishna Domínguez (MEX), Carlos Peralta (ECU) |  |
| Quentin Grimes y Matthew Hurt 8 rebotes | Rebs                                  | Francisco Caffaro 6 rebotes           | Meridian Centre, St. Catharines Árbitro(s): Natalia Cuello (DOM), Krishna Domínguez (MEX), Carlos Peralta (ECU) |  |
| Anthony, Grimes y Dosunmu 4 asistencias | Asists                                | Marco Giordano 5 asistencias          | Meridian Centre, St. Catharines Árbitro(s): Natalia Cuello (DOM), Krishna Domínguez (MEX), Carlos Peralta (ECU) |  |

| 15 de junio, 20:15                    | Puerto Rico                           | 89 - 95                               | Canadá |  |
| Reporte                               |                                       |                                       | |  |
| Parciales: 22-23, 19-24, 23-21, 25-27 | Parciales: 22-23, 19-24, 23-21, 25-27 | Parciales: 22-23, 19-24, 23-21, 25-27 | Meridian Centre, St. Catharines Árbitro(s): Omar Bermúdez (MEX), Julio Anaya (PAN), Sebastián Negron (CHI) |  |
| Jorge Torres 21 puntos                | Pts                                   | Emanuel Miller 31 puntos              | Meridian Centre, St. Catharines Árbitro(s): Omar Bermúdez (MEX), Julio Anaya (PAN), Sebastián Negron (CHI) |  |
| Jorge Torres 12 rebotes               | Rebs                                  | Emanuel Miller 14 rebotes             | Meridian Centre, St. Catharines Árbitro(s): Omar Bermúdez (MEX), Julio Anaya (PAN), Sebastián Negron (CHI) |  |
| Alejandro Vásquez 7 asistencias       | Asists                                | Andrew Nembhard 17 asistencias        | Meridian Centre, St. Catharines Árbitro(s): Omar Bermúdez (MEX), Julio Anaya (PAN), Sebastián Negron (CHI) |  |

##### Séptimo puesto
| 16 de junio, 12:00                    | Ecuador                               | 51 - 66                               | Panamá |  |
| Reporte                               |                                       |                                       | |  |
| Parciales: 16-24, 10-17, 13-14, 12-11 | Parciales: 16-24, 10-17, 13-14, 12-11 | Parciales: 16-24, 10-17, 13-14, 12-11 | Meridian Centre, St. Catharines Árbitro(s): Natalia Cuello (DOM), Fabiano Huber (BRA), Grant Alexander Todey (USA) |  |
| Aaron Capurro 22 puntos               | Pts                                   | John Gunn 18 puntos                   | Meridian Centre, St. Catharines Árbitro(s): Natalia Cuello (DOM), Fabiano Huber (BRA), Grant Alexander Todey (USA) |  |
| Aaron Capurro 11 rebotes              | Rebs                                  | John Gunn 18 rebotes                  | Meridian Centre, St. Catharines Árbitro(s): Natalia Cuello (DOM), Fabiano Huber (BRA), Grant Alexander Todey (USA) |  |
| Edward Sánchez 6 asistencias          | Asists                                | Jonathan Andrade 8 asistencias        | Meridian Centre, St. Catharines Árbitro(s): Natalia Cuello (DOM), Fabiano Huber (BRA), Grant Alexander Todey (USA) |  |

##### Quinto puesto
| 16 de junio, 14:15                           | República Dominicana                  | 63 - 69                               | Chile |  |
| Reporte                                      |                                       |                                       | |  |
| Parciales: 15-15, 14-20, 20-11, 14-23        | Parciales: 15-15, 14-20, 20-11, 14-23 | Parciales: 15-15, 14-20, 20-11, 14-23 | Meridian Centre, St. Catharines Árbitro(s): Julio Anaya (PAN), Alexis Mercado (PUR), Carlos Peralta (ECU) |  |
| Alanzo Frink 18 puntos                       | Pts                                   | Ignacio Arroyo 24 puntos              | Meridian Centre, St. Catharines Árbitro(s): Julio Anaya (PAN), Alexis Mercado (PUR), Carlos Peralta (ECU) |  |
| Alanzo Frink 22 rebotes                      | Rebs                                  | Felipe Inyaco 9 rebotes               | Meridian Centre, St. Catharines Árbitro(s): Julio Anaya (PAN), Alexis Mercado (PUR), Carlos Peralta (ECU) |  |
| Rafael Rubel y Lester Quiñones 3 asistencias | Asists                                | Ignacio Arroyo 7 asistencias          | Meridian Centre, St. Catharines Árbitro(s): Julio Anaya (PAN), Alexis Mercado (PUR), Carlos Peralta (ECU) |  |

##### Tercer puesto
| 16 de junio, 18:00                           | Argentina                             | 87 - 79                               | Puerto Rico |  |
| Reporte                                      |                                       |                                       | |  |
| Parciales: 16-23, 21-22, 24-21, 26-13        | Parciales: 16-23, 21-22, 24-21, 26-13 | Parciales: 16-23, 21-22, 24-21, 26-13 | Meridian Centre, St. Catharines Árbitro(s): Maripier Malo (CAN), Nathaniel Saunders (CAN), Sebastián Negron (CHI) |  |
| Marco Giordano y Francisco Caffaro 21 puntos | Pts                                   | José Placer 22 puntos                 | Meridian Centre, St. Catharines Árbitro(s): Maripier Malo (CAN), Nathaniel Saunders (CAN), Sebastián Negron (CHI) |  |
| Francisco Caffaro 10 rebotes                 | Rebs                                  | Jorge Torres 10 rebotes               | Meridian Centre, St. Catharines Árbitro(s): Maripier Malo (CAN), Nathaniel Saunders (CAN), Sebastián Negron (CHI) |  |
| Marco Giordano 9 asistencias                 | Asists                                | Jorge Torres 7 asistencias            | Meridian Centre, St. Catharines Árbitro(s): Maripier Malo (CAN), Nathaniel Saunders (CAN), Sebastián Negron (CHI) |  |

##### Final
| 16 de junio, 20:15                     | Estados Unidos                        | 113 - 74                              | Canadá |  |
| Reporte                                |                                       |                                       | |  |
| Parciales: 29-20, 32-13, 23-19, 29-22  | Parciales: 29-20, 32-13, 23-19, 29-22 | Parciales: 29-20, 32-13, 23-19, 29-22 | Meridian Centre, St. Catharines Árbitro(s): Omar Bermúdez (MEX), Krishna Domínguez (MEX), Christian Wilmore (BAH) |  |
| Cole Anthony 18 puntos                 | Pts                                   | A.J. Lawson 18 puntos                 | Meridian Centre, St. Catharines Árbitro(s): Omar Bermúdez (MEX), Krishna Domínguez (MEX), Christian Wilmore (BAH) |  |
| Josiah James y Armando Bacot 8 rebotes | Rebs                                  | A.J. Lawson 12 rebotes                | Meridian Centre, St. Catharines Árbitro(s): Omar Bermúdez (MEX), Krishna Domínguez (MEX), Christian Wilmore (BAH) |  |
| Grimes y Dosunmu 6 asistencias         | Asists                                | Andrew Nembhard 8 asistencias         | Meridian Centre, St. Catharines Árbitro(s): Omar Bermúdez (MEX), Krishna Domínguez (MEX), Christian Wilmore (BAH) |  |

## Clasificación
| Rank | Equipo               | Récord |
| ---- | -------------------- | ------ |
|      | Estados Unidos       | 6-0    |
|      | Canadá               | 5-1    |
|      | Argentina            | 4-2    |
| 4    | Puerto Rico          | 3-3    |
| 5    | Chile                | 3-3    |
| 6    | República Dominicana | 2-4    |
| 7    | Panamá               | 1-5    |
| 8    | Ecuador              | 0-6    |

## Clasificados al Campeonato Mundial Sub-19 2019
| Bandera de Estados Unidos | Bandera de Canadá | Bandera de Argentina | Bandera de Puerto Rico |
| Estados Unidos            | Canadá            | Argentina            | Puerto Rico            |
| ------------------------- | ----------------- | -------------------- | ---------------------- |